# Menandro (general)
Menandro (griego: Menander, Μένανδρος) fue un almirante de la Antigua Atenas del siglo V a. C..
A finales del 414 a. C. fue con Eutidemo a reforzar la expedición a Sicilia. Aparentemente logró escapar, pues es nuevamente mencionado en el invierno de 409-408 a. C. dirigiendo junto a Alcibíades una expedición contra el sátrapa Farnabazo II. Nombrado strategos en 405 a. C., Jenofonte dice que junto a su colega Tideo, se negaron a aceptar la ayuda de Alcibíades y en consecuencia sufrieron un desastre en la batalla de Egospótamos. Dado que después del enfrentamiento todos los generales y 3.000 prisioneros atenienses son ejecutados (excepto Adimanto), probablemente sufrió el mismo destino.